# Christian Schöne (Handballspieler)
Christian Schöne (* 23. Februar 1981 in Halle (Saale)) ist ein ehemaliger deutscher Handballspieler. Sein letzter Verein war Frisch Auf Göppingen, seine Stammposition war Rechtsaußen.

## Karriere
Christian Schöne absolvierte von 2000 bis 2003 eine Ausbildung zum Bankkaufmann bei der Stadtsparkasse Magdeburg. Im Anschluss daran begann er ein Wirtschaftswissenschaftsstudium an der Otto-von-Guericke-Universität Magdeburg, welches er im Fernstudium abschloss. Seit 24. Juni 2006 ist er verheiratet.
Von 1996 bis 2005 spielte er für den SC Magdeburg, mit dem er 2001 Deutscher Meister und 2002 Champions-League-Sieger wurde. Seinen größten Erfolg mit der Handballnationalmannschaft feierte er im Jahr 2004, als die Mannschaft unter Trainer Heiner Brand in Slowenien Europameister wurde. 2005 wechselte er innerhalb der Handball-Bundesliga zu Frisch Auf Göppingen.
Für die Handball-WM 2009 in Kroatien wurde Schöne für den verletzten Christian Sprenger und den erkrankten Stefan Schröder noch während der Vorrunde nachnominiert.
Am 10. Juni 2009 warf Schöne beim 54:29-Sieg im EM-Qualifikationsspiel in Bulgarien 17 Tore. Damit überbot er als erster Spieler die seit fast 40 Jahren bestehende Bestmarke von Hans-Günther Schmidt, der am 11. Dezember 1970 in einem Länderspiel gegen Jugoslawien 13 Treffer in einem Länderspiel für den DHB erzielt hatte.
Auch bei der Handball-EM 2010 in Österreich wurde er nachnominiert; er vertrat Stefan Schröder, der aufgrund eines erlittenen Trommelfellrisses bereits nach dem ersten Spiel abreisen musste.
Mit Frisch Auf Göppingen gewann er 2011 den EHF-Pokal im Finale gegen den TV Großwallstadt. Am 11. September 2011 gab sein Verein Frisch Auf Göppingen wenige Sekunden vor Anpfiff des Bundesligaspiels gegen die HSG Wetzlar (32:27 für Göppingen) bekannt, dass Schöne seinen Vertrag bis 2015 verlängert hat. 2012 gelang mit Frisch Auf Göppingen die Titelverteidigung des EHF-Pokals im Finale gegen Dunkerque HB. Nach Vertragsende beendete er seine Karriere. 2016 wurde Schöne für die EHF-Pokal-Viertelfinalsspiele gegen den SC Magdeburg reaktiviert und trug so zum Titelgewinn 2016 bei. 2017 wurde er nochmals reaktiviert, nachdem Anton Halén gegen Saisonende verletzungsbedingt ausfiel. Auch im gewonnenen Finale des EHF-Pokals gegen die Füchse Berlin kam er zum Einsatz. Im Anschluss an seine sportliche Karriere wurde er Nachwuchskoordinator bei Frisch Auf Göppingen, dieses Amt hat er seit 2025 erneut inne. Zwischen 2017 und 2025 war er Sportlicher Leiter bei Frisch Auf Göppingen tätig.

## Sportliche Erfolge
- Deutscher B-Juniorenmeister 1997 mit dem SC Magdeburg
- Deutscher A-Juniorenmeister 1998 und 1999 mit dem SC Magdeburg
- Deutscher A-Juniorenvizemeister 2000 mit dem SC Magdeburg
- Deutscher Meister 2001 mit dem SC Magdeburg
- DHB-Supercup-Sieger 2002 mit dem SC Magdeburg
- 5. Platz bei der Junioren-WM in der Schweiz 2001
- Champions-League-Sieger 2002 mit dem SC Magdeburg
- Vereinseuropameister 2002 mit dem SC Magdeburg
- DHB-Pokal-Finalist 2002 mit dem SC Magdeburg
- Europameister 2004 mit der deutschen Nationalmannschaft
- EHF-Pokalfinalist 2006 mit Frisch Auf Göppingen
- EHF-Pokalsieger 2011, 2012, 2016 und 2017 mit Frisch Auf Göppingen

## Bundesligabilanz
| Saison    | Verein               | Spielklasse | Spiele | Tore | 7-Meter | Feldtore |
| --------- | -------------------- | ----------- | ------ | ---- | ------- | -------- |
| 1999–2004 | SC Magdeburg         | Bundesliga  | 97     | 216  | 0       | 216      |
| 2004/05   | SC Magdeburg         | Bundesliga  | 31     | 79   | 0       | 79       |
| 2005/06   | Frisch Auf Göppingen | Bundesliga  | 33     | 94   | 0       | 94       |
| 2006/07   | Frisch Auf Göppingen | Bundesliga  | 30     | 104  | 0       | 30       |
| 2007/08   | Frisch Auf Göppingen | Bundesliga  | 28     | 91   | 0       | 91       |
| 2008/09   | Frisch Auf Göppingen | Bundesliga  | 33     | 103  | 0       | 103      |
| 2009/10   | Frisch Auf Göppingen | Bundesliga  | 34     | 104  | 0       | 104      |
| 2010/11   | Frisch Auf Göppingen | Bundesliga  | 33     | 91   | 0       | 91       |
| 2011/12   | Frisch Auf Göppingen | Bundesliga  | 24     | 52   | 0       | 52       |
| 2012/13   | Frisch Auf Göppingen | Bundesliga  | 25     | 63   | 0       | 63       |
| 2013/14   | Frisch Auf Göppingen | Bundesliga  | 30     | 72   | 0       | 72       |
| 2014/15   | Frisch Auf Göppingen | Bundesliga  | 36     | 27   | 0       | 27       |
| 2016/17   | Frisch Auf Göppingen | Bundesliga  | 2      | 3    | 0       | 3        |
| 1999–2017 | gesamt               | Bundesliga  | 436    | 1099 | 0       | 1099     |